# Roberto Carlos
Roberto Carlos Braga (Cachoeiro de Itapemirim, 19 de abril de 1941) é um cantor e compositor brasileiro. Figura-chave do movimento cultural Jovem Guarda, é considerado o principal responsável pela popularização do rock no Brasil e um dos pioneiros na introdução e adaptação de gêneros internacionais — como a música beat, o soul e o funk — no cenário musical do país. Ao longo de sete décadas de carreira, consolidou-se como o artista de maior êxito comercial e um dos mais influentes da história da música brasileira, sendo frequentemente citado pela alcunha de "Rei".
Roberto iniciou sua carreira no final da década de 1950 sob influência do samba-canção e da bossa nova. Com composições próprias, geralmente feitas em parceria com o amigo Erasmo Carlos, fundou as bases para o primeiro movimento de rock feito no Brasil. Com a fama, estrelou ao lado de Erasmo e Wanderléa um programa na RecordTV chamado Jovem Guarda, que deu origem ao movimento de mesmo nome e os alçou ao status de ídolos da geração. Além da carreira musical, estrelou filmes inspirados na fórmula lançada pelos Beatles — como Roberto Carlos em Ritmo de Aventura (1968), Roberto Carlos e o Diamante Cor-de-rosa (1970) e Roberto Carlos a 300 Quilômetros por Hora (1971).
Na virada para a década de 1970, se tornou um cantor e compositor basicamente romântico, algo que não modificou desde então. Logo também mudava seu público-alvo, que deixou de ser o jovem e passou a ser o adulto. Entre 1961 e 1998, Roberto lançou um disco inédito por ano. Atualmente continua se apresentando com frequência, e estrela anualmente o especial intitulado Roberto Carlos Especial, exibido na semana do Natal pela Rede Globo. Dezenas de artistas já fizeram regravações de suas músicas, entre os quais Caetano Veloso, Gal Costa e Maria Bethânia.

## 1941–1956: Primeiros anos e começo na rádio

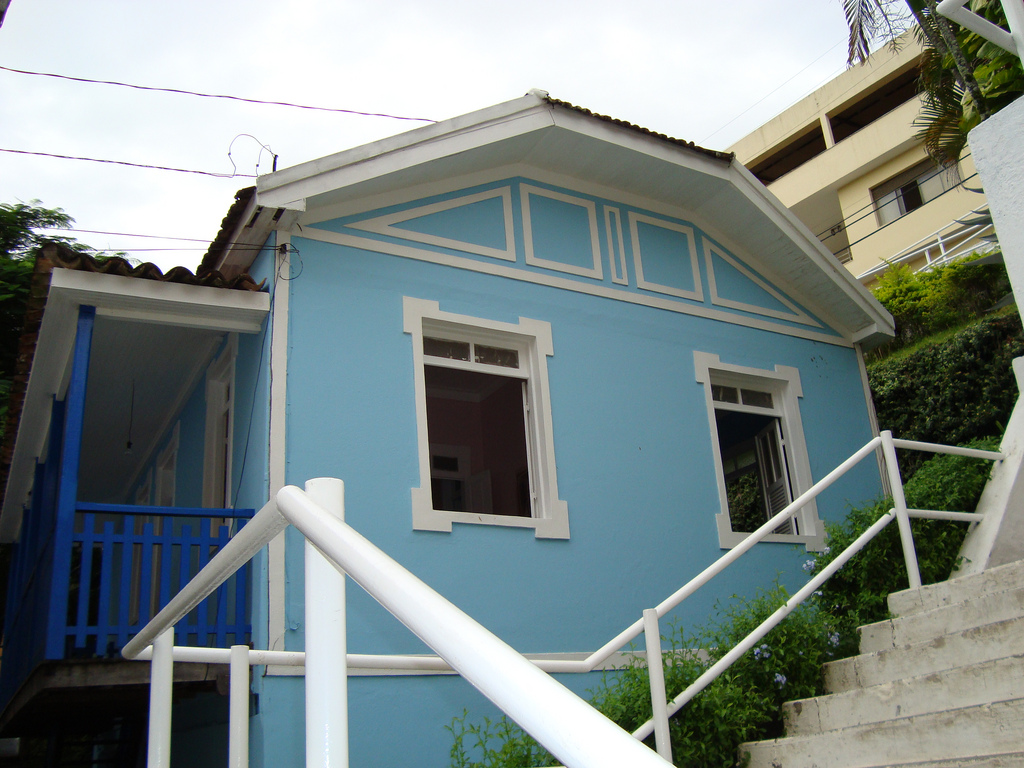
Casa de Roberto Carlos durante a sua infância. Hoje, o local abriga um museu em sua homenagem.

Roberto Carlos Braga nasceu na cidade de Cachoeiro de Itapemirim, sul do Espírito Santo, em 19 de abril de 1941, o quarto e último filho de Robertino Braga e Laura Moreira Braga. Seu avô materno, Joaquim Moreira, era português, e sua avó, Anna Moreira, tinha ascendência indígena e negra. Os pais de Roberto saíram, já casados, do interior de Minas Gerais para morar em Cachoeiro. Robertino era relojoeiro e instalou uma pequena loja no centro da cidade. Laura era costureira e atendia uma vasta clientela, porque na época quase não se vendia roupa pronta. A família morava numa casa modesta no alto de uma ladeira no bairro do Recanto. Logo que nasceu, foi apelidado de "Zunga"–apelido relativamente comum na época. Desde cedo mostrou aptidão para a música: adorava assobiar, e, por volta dos 4 anos, já divertia a família cantando músicas do cantor Bob Nelson, seu primeiro ídolo musical. Zunga vestia-se como cowboy, estilo de Nelson, e era incentivado por sua mãe a cantar, também, para as visitas. Laura aprendeu a tocar violão de forma básica na adolescência e repassou seu aprendizado para o filho, que buscou maior aprimoramento se valendo do tradicional método do violonista Canhoto.
Aqueles que o conheceram no período da infância e da adolescência enfatizaram que o jovem Roberto era muito descontraído, sorridente e brincalhão. Tais características não foram abaladas pelo trágico evento que marcou sua vida: em 29 de junho de 1947, dia da Festa de São Pedro, padroeiro de Cachoeiro de Itapemirim, celebrava-se um feriado regado a desfiles, discursos e apresentações musicais que lotavam as ruas da cidade. Roberto estava acompanhado de sua amiga Fifinha, com quem foi assistir ao festejo durante a manhã; visando encontrar um bom ponto para enxergar o desfile de um grupo escolar, ficaram próximos aos trilhos da Estrada de Ferro Leopoldina e não perceberam quando uma locomotiva a vapor se aproximara em sua direção. Uma das professoras que acompanhava os alunos percebeu a situação e gritou para elas saírem dali. Mas, ao mesmo tempo em que gritou, a professora avançou e puxou pelo braço a menina, que caiu sobre a calçada. Roberto se assustou com o gesto brusco, tropeçou e caiu na linha férrea. O trem avançou por cima do garoto que ficou preso embaixo do vagão, tendo sua perna direita esmagada pelas rodas. Desmaiado, fora socorrido por um homem que o levou para a Santa Casa de Misericórdia de Cachoeiro de Itapemirim, onde sua perna foi amputada na altura da canela em vez de acima do joelho, como era comum na época. Devido à condição econômica da família, Roberto passou o restante de sua infância andando de muleta; só aos 15 anos adquiriu sua primeira prótese. Ao mesmo tempo em que o acidente agravou a situação de vulnerabilidade dos Braga, pois Robertino acumulou dívidas com fornecedores de sua loja que conseguiu quitar após um apelo, também ajudou a aproximar ainda mais o jovem menino da religião, como posteriormente diria: "Nos dias que permaneci no hospital criei minha estrutura, inventei orações que repito até hoje".
Ao longo da infância, expressou o desejo de ser aviador, depois desejou ser caminhoneiro e por volta dos oito anos veio a vontade de ser desenhista, mas seus pais o orientavam a sempre responder que desejava ser médico–carreira visada como meio de ascensão social. Isso mudou em um dia de outubro de 1950, quando, incentivado por Laura, Roberto fez a sua primeira apresentação pública como cantor no Programa Infantil, difundido pela Rádio Cachoeiro (ZYL-9), a única emissora da região. Trajado com uma roupa costurada por sua mãe especialmente para a ocasião, ele cantou o bolero "Amor y mas amor", do porto-riquenho Bobby Capó. O programa, por ser patrocinado por uma fábrica de doces, distribuía balas para as crianças; ao receber o seu punhado, Zunga foi convidado a apresentar-se novamente na semana seguinte. Em casa, foi elogiado pela vizinhança e pela mãe, e respondeu a ela, "eu não quero mais ser médico, não. Agora eu quero ser cantor". Um dos quadros do Programa Infantil consistia em uma disputa entre os jovens cantores; o público votava no melhor e este se sentava num trono até que outro participante o desbancasse. Roberto venceu tantas vezes a brincadeira que virou hors concours; a partir daí, era chamado apenas para cantar um número na abertura e outro no encerramento do programa, além de participar em outras programações da emissora e receber um cachê de 60 cruzeiros velhos. Diante disso, o passo seguinte foi Roberto Carlos ganhar o seu próprio programa na Rádio Cachoeiro. Em 1952, aos 11 anos de idade, ele estreou um programa semanal de 15 minutos que começava pontualmente às 12h30, no qual interpretava tangos, boleros e sambas-canções.
A ZYL-9 costumava fazer excursões com seus artistas para cidades vizinhas; uma das primeiras apresentações do cantor-mirim fora de sua cidade natal foi em Mimoso do Sul, em 15 de julho de 1953. Percebendo o interesse cada vez maior do filho pela prática musical, em 1954 Laura o matriculou no Conservatório de Música Cachoeiro, onde teve aulas de piano duas vezes por semana. No ano seguinte, gravou sua voz pela primeira vez em um disco de acetato ao interpretar "Deusa", composta por um jornalista local, gravação essa que foi tocada algumas vezes em seu programa. Paralelamente ao rádio, Roberto e outros músicos da emissora se apresentavam rotineiramente na Casa do Estudante de Cachoeiro de Itapemirim. Em 12 de agosto de 1955, ele fez sua última aparição pela ZYL-9 durante um evento beneficente. Havia algum tempo que viajava rapidamente ao Rio de Janeiro e fazia pequenas participações nas rádios locais; no início de 1956, passou suas férias escolares na casa de uma tia em Niterói, aproveitando a situação para novamente tentar ser escalado nas emissoras do local. Sabendo que os programas radiofônicos da então capital federal eram os que ditavam os sucessos no Brasil e decidido a buscar maiores oportunidades na carreira, Roberto Carlos comunica aos pais seu desejo de continuar morando na cidade para tentar fixar-se em alguma grande rádio do Rio.

## Carreira musical

### 1956–1961: Primeiras aventuras musicais no Rio de Janeiro

#### 1956–1958: The Sputniks e "Elvis Presley brasileiro"
Em março de 1956, Roberto parte definitivamente de Cachoeiro levando apenas uma mala e um violão. Em Niterói, matricula-se na turma da noite do Colégio Brasil do bairro Fonseca, deixando o dia livre para se dedicar à música. Diariamente fazia o percurso à balsa para a capital, a fim de buscar testes nas emissoras locais, especialmente as maiores como a Rádio Nacional, a Rádio Mayrink Veiga ou a Rádio Tupi, pois todas essas tinham auditório, orquestra e artistas contratados. Chegou a contatar algumas vezes o radialista Paulo Gracindo, mas não conseguiu uma chance no programa dele. Pelos corredores, teve contato com o som de Lúcio Alves, Dick Farney e Luiz Cláudio, descobrindo, assim, técnicas mais modernas para seu violão. No final daquele ano, o cenário não era animador para si: não conseguiu contrato com nenhuma estação e reprovou o terceiro ano ginasial por faltar às aulas. Nesse momento, considerou seriamente retornar à sua terra natal; isso só não aconteceu pois seus pais tomaram a iniciativa de mudarem-se para perto do garoto. Assim, a família toda se reuniu para morar num sobrado no bairro Lins de Vasconcelos, subúrbio da Zona Norte carioca. Apesar do bom convívio, Roberto era o único dali que não tinha remuneração fixa, e, com o fito de arranjar emprego, ingressa em um curso de datilografia.
No curso, ministrado no Colégio Ultra, Roberto conheceu um jovem chamado Octávio Terceiro com quem compartilhava um interesse em comum: os dois haviam descoberto o recém-chegado rock and roll, e já nutriam uma admiração por Elvis Presley. Octávio era assistente do apresentador de televisão Chianca de Garcia, que comandava o Teletur da Rede Tupi, e convidou seu mais novo amigo para comparecer a um teste, no qual conseguiu passar. Naquele ano de 1957, aos 16 anos, Roberto estreia como "cantor profissional" ao cantar "Tutti Frutti", que ele conhecia pela versão de Elvis, sentado em uma lambreta, num cenário que tinha como tema a juventude. Com isso, recebeu seu primeiro cachê no Rio: 200 cruzeiros velhos. Além da datilografia, Roberto estava cursando um supletivo na mesma instituição, no qual um de seus colegas era Arlênio Lívio Gomes, que lhe convidou a conhecer um grupo de amigos seus que também gostavam de música e que se reuniam no Bar Divino, na esquina da rua do Matoso com a Haddock Lobo; dentre eles, estavam Edson Trindade, Tim Maia, Jorge Ben, os irmãos Paulo César e Renato Barros, e Wilson Simonal. Com a turma da Matoso, aprendeu a tocar rock em seu violão, principalmente ao observar Tim Maia fazê-lo.
Tim Maia já havia participado de algumas bandas de ínfima duração, mas agora, no final de 1957, estava decidido a unir um novo conjunto formado por ele, Wellington Oliveira, Arlênio e Roberto–The Sputniks. O grupo, inspirado em artistas como The Platters, costumava ensaiar no porão da casa de Maia, que era o líder, e se apresentava com no máximo dois violões, um tocado pelo próprio, mais rítmico, pulsante, outro pelo Roberto, mais harmônico; todos cantavam em harmonia vocal, com as vozes bem distribuídas, mas, embora Tim e Roberto cantassem melhor, Wellington era o vocalista principal porque era o único do grupo que tinha uma noção básica de língua inglesa (o repertório era composto apenas de versões). A primeira apresentação pública da banda foi em dezembro de 1957, num evento promovido na Igreja de São Sebastião dos Capuchinhos, na Tijuca; após isso, passaram a se apresentar nas missas dominicais matutinas, e ficaram na segunda colocação de um concurso de calouros. Um amigo de Wellington viu essa disputa e indicou o grupo ao empresário Carlos Imperial, que há pouco inaugurara seu programa televisivo Clube do Rock, na Tupi. Após um rápido teste, os Sputniks receberam a oportunidade de estrear no programa. Assim que a gravação acabou, Roberto esperou por Imperial no corredor e, sabendo que este era seu conterrâneo, chamou sua atenção para fazer um pedido: sabia imitar Elvis e queria uma chance para se apresentar sozinho, o que foi aceito. Maia descobriu a movimentação e os dois discutiram em frente ao estúdio; os Sputniks ainda tinham um concerto marcado para o próximo final de semana, mas o clima pesado durante o último ensaio devido à situação entre os colegas fez com que Roberto não comparecesse à apresentação, encerrando abruptamente o conjunto.
Na semana seguinte, Roberto apresenta-se no Clube do Rock como o "Elvis Presley brasileiro" e canta "Jailhouse Rock" imitando os trejeitos do ídolo estadunidense. Além de seu programa na TV, Imperial organizava eventos com os artistas que lá participavam, percorrendo bailes e clubes dos subúrbios; dentre as atrações, estavam também o "Little Richard brasileiro" (Tim Maia) e o "Harry Belafonte brasileiro" (Wilson Simonal). Nas palavras de Roberto, "nessa época eu não passava de um joão-ninguém, mas já estava me tornando conhecido para a meninada que via o programa". Em abril de 1958, surge a oportunidade de ouro para sua carreira: Bill Haley & His Comets tocariam pela primeira vez no Brasil, e Imperial foi contratado para organizar um pré-show no Maracanãzinho com seus artistas; Roberto foi agraciado com a chance de cantar uma música na abertura. A preparação começou com antecedência, e ele estava decidido a tocar uma nova canção em vez das que já faziam parte de seu repertório: seria "Hound Dog". Para não ter erro, precisava da letra transcrita para seus ensaios e, por intermédio de Arlênio Lívio, foi introduzido à única pessoa capaz de ajudá-lo: Erasmo Esteves. Os dois logo se tornaram amigos por conta dos interesses em comum, tanto que Roberto lhe convidou para assistir a uma gravação no estúdio da Tupi. Porém o objetivo do cantor nunca se concretizou: por ordem judicial, nenhum menor de 21 anos poderia mais se apresentar no show dos Comets. "Naquela noite, Roberto chorou até não poder mais", diz Carlos Imperial. Já para Erasmo, a situação foi mais animadora, pois, após assistir à gravação do Clube do Rock, trocou seu sobrenome pelo artístico "Carlos" e fundou a banda The Snakes que passou a dar apoio a Roberto em seus shows. O problema era que o rock parecia estar em declínio naquele período a partir de 1958, com a morte de alguns ídolos e a pausa na carreira de outros, e isso afetou o mercado de tal forma que o Clube do Rock foi encerrado e Imperial saiu do país; sem o seu mentor, sem a televisão e sem o rádio, Roberto estava novamente no marco zero, percorrendo a estrada em circos, clubes e feiras.

#### 1958–1961: Bossa nova e primeiros lançamentos
Um novo rumo para sua carreira começa a se desenhar no momento em que ouviu "Chega de Saudade", de João Gilberto, considerada o marco inicial da bossa nova. O novo estilo demonstrou que não era mais necessário um cantor ter um "vozeirão de rádio", como o de Nelson Gonçalves, e isso deu novo ânimo para Roberto, que decidiu buscar emprego como crooner de alguma casa noturna carioca. Por indicação de uma prima, conseguiu, já em 1959, uma vaga na reputada Boate Plaza, o que lhe conferiu seu primeiro salário fixo como músico: 6 mil cruzeiros por mês. Nessa época, o Rio ainda era a capital federal, e as boates noturnas eram muito frequentadas por políticos, empresários e cantores famosos–ótima oportunidade para demonstrar seu talento. A principal atração da Plaza era o saxofonista estadunidense Booker Pittman, com Roberto abrindo suas apresentações sozinho ou com músicos de apoio, entre os quais estavam João Donato e Vadico.
Recém-chegado de viagem, Imperial passava em frente à boate quando avistou um cartaz com o nome de Roberto. Vislumbrado pela apresentação, achou que o rapaz poderia ser o novo João Gilberto e se ofereceu para ajudá-lo na busca pela gravação de um álbum; a relação de "mentor e aprendiz" entre eles se acentuou. Imperial contatou o radialista Chacrinha, ainda pouco conhecido nacionalmente mas já relevante no cenário carioca, que conseguiu agendar uma reunião com o diretor da gravadora Chantecler. Roberto tocou "Fora do Tom", composta por Imperial; o diretor gostou da canção, mas não do intérprete, mas Imperial estava disposto a apenas aceitar propostas de contrato para Roberto Carlos, então recusou. A partir daí, acontece uma sucessão de reprovações: na Copacabana, na Continental e na Odeon. Na Polydor, o cenário foi mais animador: o diretor Joel de Almeida estava ressentido por perder João Gilberto para a Odeon e logo aceitou a proposta de gravar a jovem promessa, com uma condição: ele deveria imitar ainda mais o estilo de Gilberto.
Em julho de 1959, Roberto Carlos grava duas canções a serem lançadas em compacto: "João e Maria", composta em parceria com Imperial, e "Fora do Tom", apenas de Imperial. O lançamento foi um fracasso comercial, além de ter sido mal-recebido pela crítica do jornal Ultima Hora. Apesar de o acordo assegurar que um álbum completo seria produzido, o cantor teve seu contrato rescindido. Segue-se mais uma sucessão de recusas: na RCA-Victor, na RGE e na Philips. Junto a isso, perdeu seu emprego na Boate Plaza e precisou procurar outro local para se apresentar; primeiro, num cabaré, e depois num bar frequentado por prostitutas. Imperial estava certo de que faltava para Roberto apenas o entrosamento com outros músicos do movimento e tentou lhe enturmar com a chamada Turma da Bossa Nova, integrada por Ronaldo Bôscoli, Carlos Lyra, Roberto Menescal, Nara Leão, Durval Ferreira e Chico Feitosa. Porém o grupo, considerado elitista, nunca lhe deu espaço e sempre barravam qualquer tentativa dele se apresentar nos clubes em que se reuniam; Bôscoli o aconselhou a desistir de tentar esse espaço. Decidido a conseguir uma nova gravação, Imperial arranjou uma audição na Columbia em 1960. Aceito no teste, sua primeira gravação foi o compacto de "Canção do Amor Nenhum" e "Brotinho Sem Juízo": novamente um fracasso de vendas, mas a gravadora ainda via potencial no garoto e deu carta branca para ele gravar um álbum completo.
Indeciso com qual caminho seguir, Roberto mistura canções de samba, bossa nova, rock e bolero, pois, a depender de qual faça mais sucesso, definirá o rumo posterior de sua carreira. Produzido por Imperial, o disco acabou decepcionando o cantor por vários motivos: a desafinação logo na faixa de abertura, "Não É Por Mim"; a capa genérica escolhida pela gravadora, ainda por cima copiada do músico estadunidense Ken Griffin; o encarte afirmando que Roberto nascera no Rio de Janeiro; e as composições de Imperial assinadas pelo pseudônimo "Bill Caesar" como tentativa de torná-las mais atrativas. Com tudo isso, Louco por Você foi lançado oficialmente em setembro de 1961. A divulgação foi maior dessa vez, principalmente em programas produzidos por Othon Russo, filiado à Columbia, no programa de rádio de Imperial e com amigos de Roberto ligando para emissoras para pedir as canções. O álbum chegou às paradas, mas vendeu apenas 512 cópias (algumas fontes afirmam 3,5 mil), e o cantor continuou a fazer poucos shows, alguns deles quase sem público. Nesse período, conseguiu um trabalho como datilógrafo na delegacia de seguros do Ministério da Fazenda e sofria novamente com o medo de ser dispensado da gravadora.

### 1961–1971: Ascensão e consolidação do sucesso

#### 1961–1965: Transição de estilo e repercussão inicial
O responsável pela contratação do cantor, Roberto Corte Real, saiu da CBS, deixando seu cargo para Evandro Ribeiro, que propôs uma redução no número de contratados pela empresa. Ele não tinha interesse em manter um intérprete de bossa nova no elenco, mas uma lacuna foi aberta quando Sérgio Murilo, um dos maiores cantores de rock daquele período e integrante da gravadora, se desentendeu com Evandro e foi deixado na "geladeira". Roberto Carlos, então, foi mantido com a orientação de migrar para esse outro gênero. Em abril de 1962, foi lançado o single "Malena"/"Fim de Amor", com boa repercussão nas rádios cariocas. Depois, lançou uma versão de "Splish Splash", do estadunidense Bobby Darin, feita por Erasmo e bem recebida no Rio de Janeiro e em estados do Nordeste como Bahia e Pernambuco. Logo após, juntou-se novamente a Erasmo para compor "Parei na Contramão", sendo essa a primeira colaboração da longeva parceria que formaram a partir daí. Em setembro de 1963, com o sucesso dos singles anteriores, Roberto começa a gravar seu segundo álbum, o epônimo Roberto Carlos, considerado irregular por ser um intermediário entre o primeiro (mais focado na bossa nova) e o terceiro (que seria mais focado no rock), esse mescla canções dos dois estilos, sendo que as baladas de rock tiveram maior êxito. A divulgação do disco foi maior; Roberto foi transferido de seu emprego no Ministério da Fazenda para o de programador musical na Rádio MEC, aproveitando-se disso para promover suas próprias canções. A maior dificuldade era adentrar o mercado paulista, o que lhe daria verdadeira projeção nacional.
Com a precoce aposentadoria de Celly Campello, a grande cantora do rock paulista, mais uma lacuna estava aberta. Visando isso, em dezembro de 1963 foi lançado mais um single, com "Parei na Contramão" e "Na Lua Não Há". Para a divulgação, Roberto foi a várias rádios daquele estado para cantar ou ao menos falar sobre o disco, o que surtiu efeito: em poucos dias, "Parei na Contramão" se tornou o maior sucesso do cantor em São Paulo. De lá, se espalhou para Paraná, Santa Catarina, Rio Grande do Sul, Minas Gerais e depois para outras regiões. Com a capital paulista conquistada, o objetivo agora era o interior do estado, então o cantor iniciou uma turnê por essa região, momento em que abandonou seu emprego formal na Rádio MEC para focar apenas na música. Com o início do sucesso, ganhou maior liberdade artística para seu próximo álbum, É Proibido Fumar, gravado em junho e lançado em agosto de 1964, cujo maior êxito foi a canção "O Calhambeque (Road Hog)", segundo lugar nas paradas. Esse disco marca de vez uma sonoridade mais rock and roll em comparação aos antecessores, com acompanhamento da banda The Youngsters e uso de baixo elétrico–até então raro em gravações brasileiras–, e vendeu cerca de 12 mil cópias; a faixa-título foi lançada em compacto e chegou ao primeiro lugar da parada IBOPE. Em janeiro de 1965, lança um bem-sucedido compacto simples com "História de um Homem Mau" e "Aquele Beijo que Te Dei", posteriormente incluídas no álbum Roberto Carlos Canta para a Juventude, de abril de 1965, marcado pelo início da parceria com o organista Lafayette. Nesse momento, inicia-se sua expansão para os países de língua castelhana devido à influência das emissoras do Rio Grande do Sul nas da Argentina; com o interesse da população, a CBS decidiu lançar uma versão em espanhol de É Proibido Fumar, que acabou recebendo o título de Roberto Carlos canta a la juventud, também em abril. A empreitada recebeu boa aceitação, principalmente pela faixa "Mi cacharrito" (versão de "O Calhambeque"), e começou a espalhar o nome do cantor por toda a América Latina: primeiro à Argentina, depois ao Paraguai, à Venezuela, ao Chile, às ilhas do Caribe (especialmente a Cuba) e um pouco mais tarde ao México. Roberto ainda não era um fenômeno nacional, mas estava escalando aos poucos sua popularidade e já era muito requisitado para programas de televisão e shows.

#### 1965–1968: Jovem Guarda

Erasmo Carlos (esquerda), Wanderléa (centro) e Roberto, principais representantes do movimento.

Durante a década de 1960, a Record focava sua programação em transmissões esportivas e programas de auditório musicais. A audiência das tardes de domingo era a mais disputada, mas por algum tempo isso foi resolvido com a transmissão do Campeonato Paulista de Futebol. Entretanto, de forma inesperada, a Federação Paulista de Futebol revogou o contrato com a emissora, que se viu obrigada a ocupar o espaço com um novo musical que já estava a ser planejado para estrear futuramente. Inicialmente, a ideia era contratar um par de apresentadores, um homem e uma mulher, na mesma linha de O Fino da Bossa; muitos nomes foram considerados até que a produção escolhesse Erasmo Carlos para o posto masculino (ele estava nas paradas naquele momento com a canção "Festa de Arromba"). Erasmo sugeriu que Roberto fosse chamado para ocupar a outra vaga por conta de seu crescente sucesso; para equilibrar, os produtores optaram por adicionar, ainda assim, uma mulher–Wanderléa foi escolhida por já nutrir uma amizade com os outros cantores (era colega de gravadora de Roberto). O contrato previa um salário de quatro milhões de cruzeiros mensais, além de porcentagens na renda da bilheteria do teatro e na venda dos videoteipes para outras emissoras a cada um dos apresentadores. Dessa forma, o programa Jovem Guarda estreou em 22 de agosto de 1965, transmitido ao vivo do Teatro Record para São Paulo e retransmitido em outras capitais por videoteipe. Em outubro, Roberto realiza sua primeira viagem internacional ao passar dez dias se apresentando na Argentina.
Em novembro daquele ano, Roberto lançou o álbum Jovem Guarda, nomeado como forma de reforçar tanto as vendas quanto a audiência do programa que até então era apenas razoável. O disco foi um grande sucesso, impulsionado especialmente pela canção "Quero que Vá Tudo pro Inferno"–que o Jornal do Brasil afirmou estar no "mesmo nível das melhores dos Beatles"–, e alavancou os índices de audiência do programa, que saiu de 15,5% para 38%, atingindo 2,5 milhões de espectadores em São Paulo e a liderança em 5 capitais. Em pouco tempo, o cantor atingiu o patamar de celebridade, passando a sofrer grande assédio de fãs no Teatro Record, que passou a contar com uma equipe de 10 a 15 seguranças comandados por Sérgio Fleury para a sua proteção; entre as estratégias usadas, estava a de utilizar um sósia para encenar uma saída falsa. Um ponto alto dessa histeria aconteceu em abril de 1966, quando o programa Jovem Guarda faria uma edição especial para comemorar o aniversário de Roberto em um cinema com capacidade para mais de 4 mil pessoas; cerca de 15 mil ficaram do lado de fora, e o Exército teve de ser convocado para controlar a multidão. Sobre a ocasião, o próprio cantor afirmaria posteriormente: "Foi realmente um dos momentos mais emocionantes da minha carreira. Eu jamais posso esquecer o que vivi naquela tarde de domingo no Cine Universo". Agora um artista extremamente requisitado, chegando a fazer até três apresentações por dia, Roberto sentiu a necessidade de estar sempre acompanhado por músicos experientes ao vivo; surge, assim, a RC4, sua banda de apoio, fazendo dele um dos primeiros artistas brasileiros a contar com um grupo de acompanhamento fixo. Ainda em abril, viajou pela primeira vez à Europa, onde foi convidado a se apresentar na Radiotelevisão Portuguesa de Lisboa; ele já estava nas paradas musicais portuguesas nesse período e foi recebido por fãs no aeroporto.

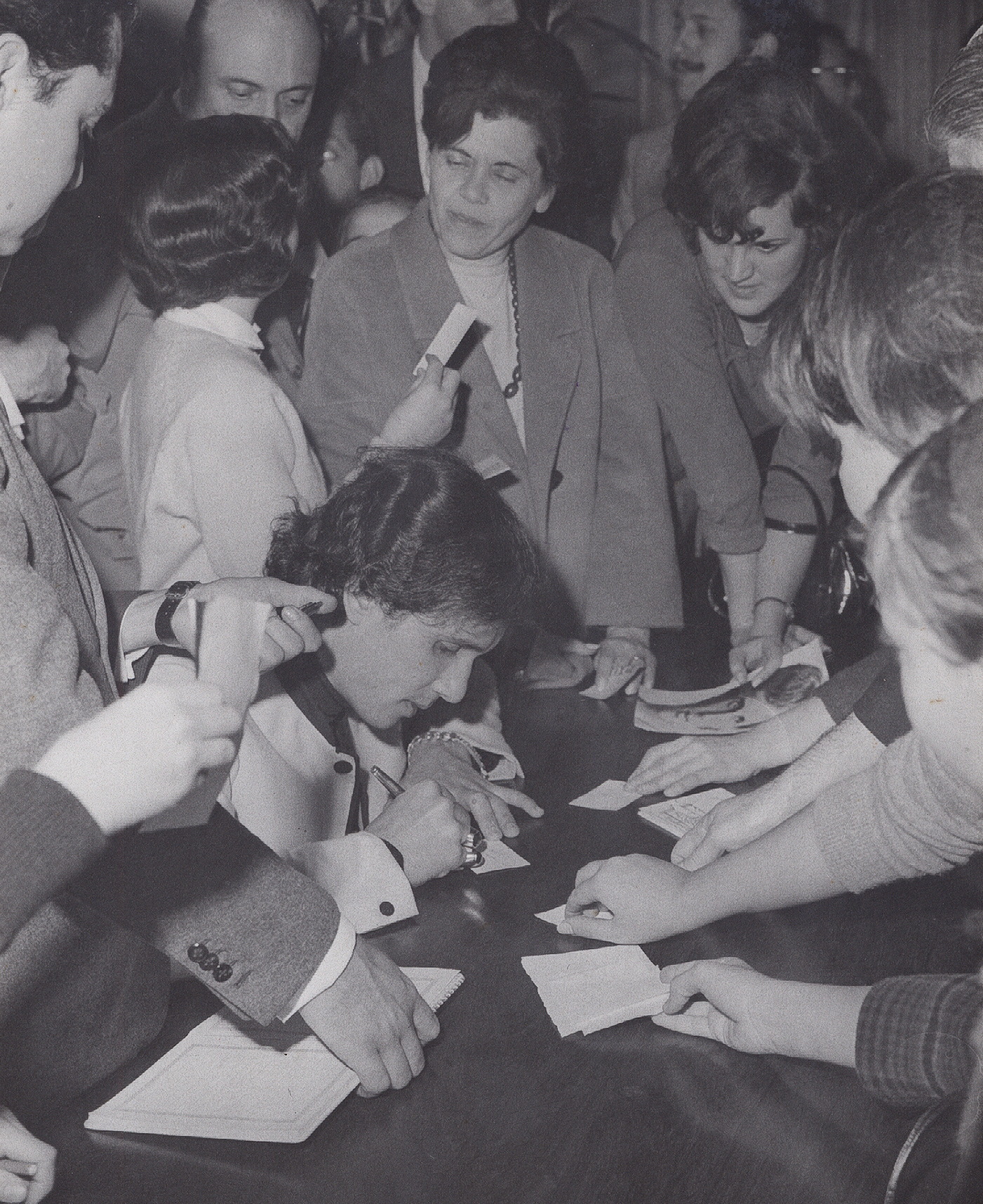
Roberto Carlos em sessão de autógrafos, 1966. Arquivo Nacional.

O reconhecimento internacional levou Roberto Carlos a se tornar o primeiro brasileiro a sair na capa da revista estadunidense Cash Box, ainda em 1966. Motivado pelo sucesso de A Hard Day's Night, primeiro filme dos Beatles, o produtor Carlito Maia organizou um filme a ser estrelado por Roberto, Erasmo e Wanderléa: SSS Contra a Jovem Guarda; as filmagens foram iniciadas, mas logo interrompidas por questões orçamentárias. Ainda naquele ano uma briga quase colocou fim à parceria entre Roberto e Erasmo. A razão foi uma falha da produção do programa Show em Si... Monal, que havia preparado um pot-pourri com as composições mais famosas de Erasmo, entre as quais "Parei na Contramão" e "Quero que Vá Tudo pro Inferno". A controvérsia foi criada por conta de que essas canções foram compostas em parceria com Roberto Carlos, mas os créditos foram dados unicamente a Erasmo. Os dois se desentenderam, e a parceria ficou suspensa por mais de um ano. Assim, o álbum epônimo de Roberto, que foi o mais vendido daquele ano, apresenta apenas duas canções da dupla. Por seu contrato com a emissora, Roberto também foi conduzido a participar de dois Festivais de Música Popular Brasileira: em 1966 chegou à fase final com "Flor Maior" e em 1967 chegou à quinta colocação com "Maria, Carnaval e Cinzas"–ocasião em que foi vaiado pois algumas pessoas hostilizaram a presença de um ícone da Jovem Guarda, tido como "alienado" sob a óptica emepebista. Em Cannes, na França, participou do Primeiro Festival Internacional do Disco, no qual ganhou o Troféu Miden.
Roberto Carlos compôs sozinho sucessos como "Como É Grande o Meu Amor por Você", "Por Isso Corro Demais", "Quando" e "De Que Vale Tudo Isso", que seriam lançados no LP Roberto Carlos em Ritmo de Aventura, trilha sonora do filme homônimo, lançado no ano seguinte, e que teve produção e direção de Roberto Farias e elenco com José Lewgoy e Reginaldo Faria. O filme tornou-se um grande sucesso de bilheteria do cinema nacional. A relação entre Erasmo e Roberto Carlos voltaria ao normal por causa de Em Ritmo de Aventura. Envolvido com diversos compromissos profissionais, Roberto não conseguia finalizar a letra da canção "Eu Sou Terrível", que seria a faixa inicial da trilha sonora do longa-metragem. Então, ele pediu auxílio ao seu parceiro Erasmo Carlos, que o ajudou a finalizar a letra. Esse álbum marca uma mudança sonora em sua música, que passa a contar com mais arranjos de cordas e metais, conduzidos principalmente por Alexandre Gnattali e Pachequinho; porém também é possível perceber a influência de bandas psicodélicas como Cream e The Yardbirds. Entre o fim de 1967 e o início de 1968, notava-se uma queda na audiência do Jovem Guarda, agravada pelo descompromisso de alguns convidados que se atrasavam constantemente para se apresentar e pela superexposição dos artistas. Roberto decidiu se retirar do programa em 17 de janeiro de 1968, que foi oficialmente encerrado algumas semanas depois.

#### 1968–1971: Fase soul

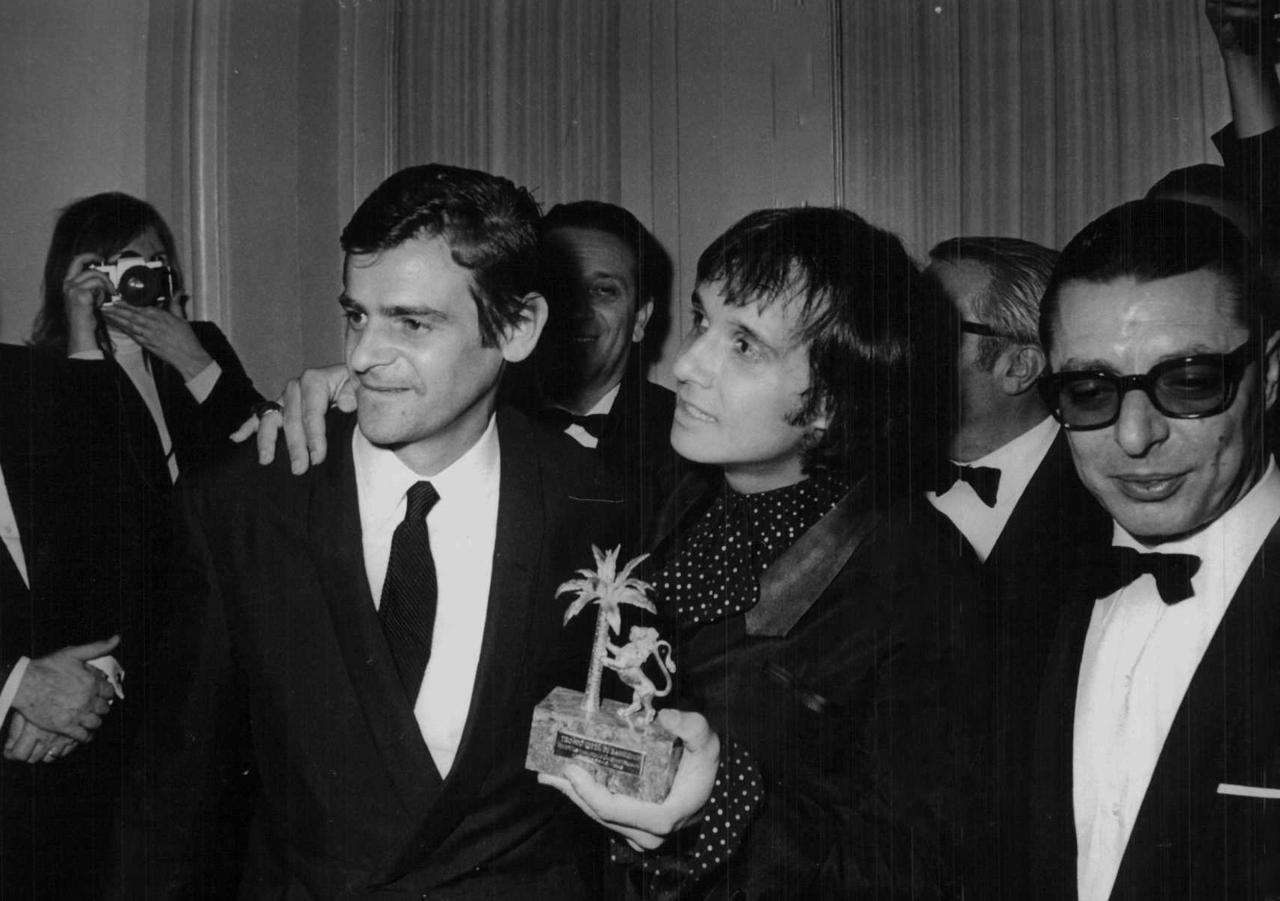
Ao lado do cantor italiano Sergio Endrigo, na entrega do prêmio do Festival de Sanremo de 1968.

Após deixar o programa, Roberto foi convencido a explorar sua imagem no exterior participando do Festival de Sanremo, na Itália. Ainda no ano anterior, 1967, já quase havia participado, porém cancelou sua apresentação um mês antes por conta de um mal-entendido referente às normas do evento. Agora inteirado sobre o que esperar da competição, Roberto aceitou defender a composição "Canzone per te", de Sergio Endrigo e Sergio Bardotti. A apresentação ocorreu em 12 de fevereiro de 1968; os participantes apresentavam-se em duplas, sendo um dos autores da canção (no caso, Endrigo) e um convidado internacional (Roberto). "Canzone per te" sagrou-se campeã da edição e tornou-se uma das canções mais ouvidas da Itália naquele ano, enquanto Roberto foi ovacionado em sua volta ao Brasil. Ao longo de 1968, apresentou os programas Roberto Carlos à Noite, Opus 7, Jovem Guarda em Alta Tensão e Todos os Jovens do Mundo, todos de vida efêmera na Record. No fim daquele ano, participou pela última vez no Festival de MPB com a valsa "Madrasta", sendo fortemente vaiado e não avançando para a fase final. Apesar do resultado, Roberto gostou muito da canção, composta por Renato Teixeira e Beto Ruschel, e decidiu inclui-la em seu próximo álbum, O Inimitável.
O Inimitável marca o início de uma transição gradual de Roberto Carlos do rock para as baladas. Ao contrário de álbuns anteriores, que sempre traziam como faixa de abertura uma canção de rock, esse abre com a romântica "E Não Vou Mais Deixar Você Tão Só". O compositor Getúlio Côrtes, que sempre contribuía com canções roqueiras, também foi informado para compor temas românticos: "Quase Fui Lhe Procurar" e "O Tempo Vai Apagar". Com forte influência dos gêneros funk e soul, percebidas em faixas como "Se Você Pensa" e "Ciúme de Você", esse foi o álbum mais vendido do ano de 1969 no Brasil. Na época, entendia-se que o título do disco se referia aos cantores acusados de imitar Roberto, particularmente ao seu conterrâneo Paulo Sérgio. O álbum seguinte, lançado em 1969, se aprofunda ainda mais na influência da música negra estadunidense. O antigo colega de banda de Roberto, Tim Maia, contribuiu com uma música soul, "Não Vou Ficar"; outros sucessos foram "As Curvas da Estrada de Santos", "Sua Estupidez" e "As Flores do Jardim da Nossa Casa". Mais um líder de vendas, o disco serviu de trilha sonora para mais um filme protagonizado pelo trio Roberto, Erasmo e Wanderléa: Roberto Carlos e o Diamante Cor-de-rosa, a maior bilheteria nacional do ano de 1970.
A década de 1970 marcaria o fim da Jovem Guarda e o início da carreira de Roberto Carlos como intérprete romântico, com reconhecimento internacional. O cantor seria o artista brasileiro que mais venderia discos no país. Várias das suas canções foram gravadas por artistas como Julio Iglesias, Caravelli e Ray Conniff. Em 1970, o cantor fez uma bem-sucedida temporada de shows no Canecão, dirigido pela dupla Luís Carlos Miele e Ronaldo Bôscoli (que produziram e dirigiram os shows de Roberto Carlos durante 24 anos). No final daquele ano, foi lançado o álbum Roberto Carlos, que trouxe sucessos como "Ana", "Vista a Roupa Meu Bem" e "Jesus Cristo", canção que também marcava sua aproximação com a religião católica.[carece de fontes?]
Em 1971, foi lançado Roberto Carlos a 300 Quilômetros por Hora, o último filme da trilogia dirigida por Roberto Farias e também um grande sucesso nacional. Ainda neste ano, foi lançado Roberto Carlos, disco que contou com os sucessos "Detalhes", "Amada Amante", "Todos Estão Surdos", "Debaixo dos Caracóis dos Seus Cabelos" (homenagem a Caetano Veloso, que estava exilado em Londres) e "Como Dois e Dois" (de Caetano).

### Década de 1970

Roberto Carlos em 1972. Arquivo Nacional.

O álbum Roberto Carlos, de 1972, repercutiu com "Como Vai Você" (de Antônio Marcos e Mário Marcos), "A Montanha" e "Quando as Crianças Saírem de Férias", além de ter sido o primeiro LP a atingir a marca de um milhão de cópias vendidas; e Roberto Carlos, de 1973, teve arranjos de Chiquinho de Moraes, Jimmy Wisner e Jimmy Haskel, com "Rotina" e "Proposta" sendo as principais canções.[carece de fontes?]
Em 24 de dezembro de 1974, a Rede Globo exibiu um especial do cantor, que obteve um enorme índice de audiência. A partir daquele ano, o programa seria veiculado anualmente, sempre no final do ano.
Em 1975, o grande sucesso seria "Além do Horizonte". No ano seguinte, o cantor gravaria o novo LP nos estúdios da CBS em Nova Iorque. O álbum lançou as canções "Ilegal, Imoral ou Engorda", "Os Seus Botões" e "Minha Tia" (homenagem a Tia Amélia). Em 1977, Roberto Carlos gravou "Muito Romântico", de Caetano Veloso, "Cavalgada" e "Pra Ser Só Minha Mulher", de Ronnie Von, que havia sido seu maior rival na época da Jovem Guarda, lançadas no disco natalino e que alcançaram os primeiros lugares nas paradas musicais.
No ano seguinte, foi lançado Roberto Carlos, de onde se destacaram as famosas "Café da Manhã", "Força Estranha", de Caetano Veloso, e "Lady Laura" - esta última dedicada a sua mãe. O disco vendeu um milhão e quinhentas mil cópias. Além de álbuns que vendiam mais de 1 milhão de cópias por ano, os shows de Roberto Carlos eram também disputados: em 1978, o cantor percorreu o país por seis meses, sempre com casas lotadas. Quando visitou o México em 1979, o Papa João Paulo II foi saudado com a canção "Amigo", cantada por um coro de crianças. O evento foi transmitido ao vivo para centenas de milhões de pessoas no mundo. Roberto também se engajou na ONU em prol do Ano Internacional da Criança. Nesse mesmo ano, seu ex-mordomo Nichollas Mariano publicou o livro de memórias O Rei e Eu, que foi retirado das livrarias por meio de uma ação judicial movida por Roberto Carlos.

### Década de 1980
No início da década de 1980, participou de outra campanha, dessa vez para o Ano Internacional da Pessoa Deficiente. Em 1981, o cantor fez excursões internacionais e gravou o primeiro disco em inglês - outros seriam lançados em espanhol, italiano e francês. Também gravou o disco anual, que contou com sucessos como "Emoções", "Cama e Mesa" e "As Baleias". Em 1982, Maria Bethânia participou do álbum anual, no dueto "Amiga". Era a primeira vez que o cantor convidava um outro artista para participar das gravações do disco. Roberto Carlos ainda teve o sucesso "Fera Ferida", outra parceria com Erasmo. Em 1983, Roberto Carlos processou o jornalista Ruy Castro por uma reportagem na revista Status que detalhava seus romances na época da Jovem Guarda.
Em 1984, sua canção "Caminhoneiro" foi executada mais de três mil vezes nas rádios do país em um único dia e, no ano seguinte, "Verde e Amarelo" bateria esta marca ao ser tocada três mil e quinhentas vezes. Em 1985, participou da campanha para ajudar as crianças da América Latina, na canção "Cantaré Cantarás" ao lado de Julio Iglesias, Gloria Estefan, José Feliciano, Plácido Domingo, entre outros. Em 1987, Roberto foi homenageado pela escola de samba Unidos do Cabuçu com o enredo "Roberto Carlos na cidade da fantasia". Ganhou em 1988 o Grammy de Melhor Cantor Latino-americano e, no ano seguinte, atingiu o topo da parada latina da Billboard. Ainda em 1989, teve grande repercussão com a canção "Amazônia". No tradicional especial de fim de ano da Rede Globo cantou sucessos como "Outra Vez" ao lado de Simone.

### Década de 1990

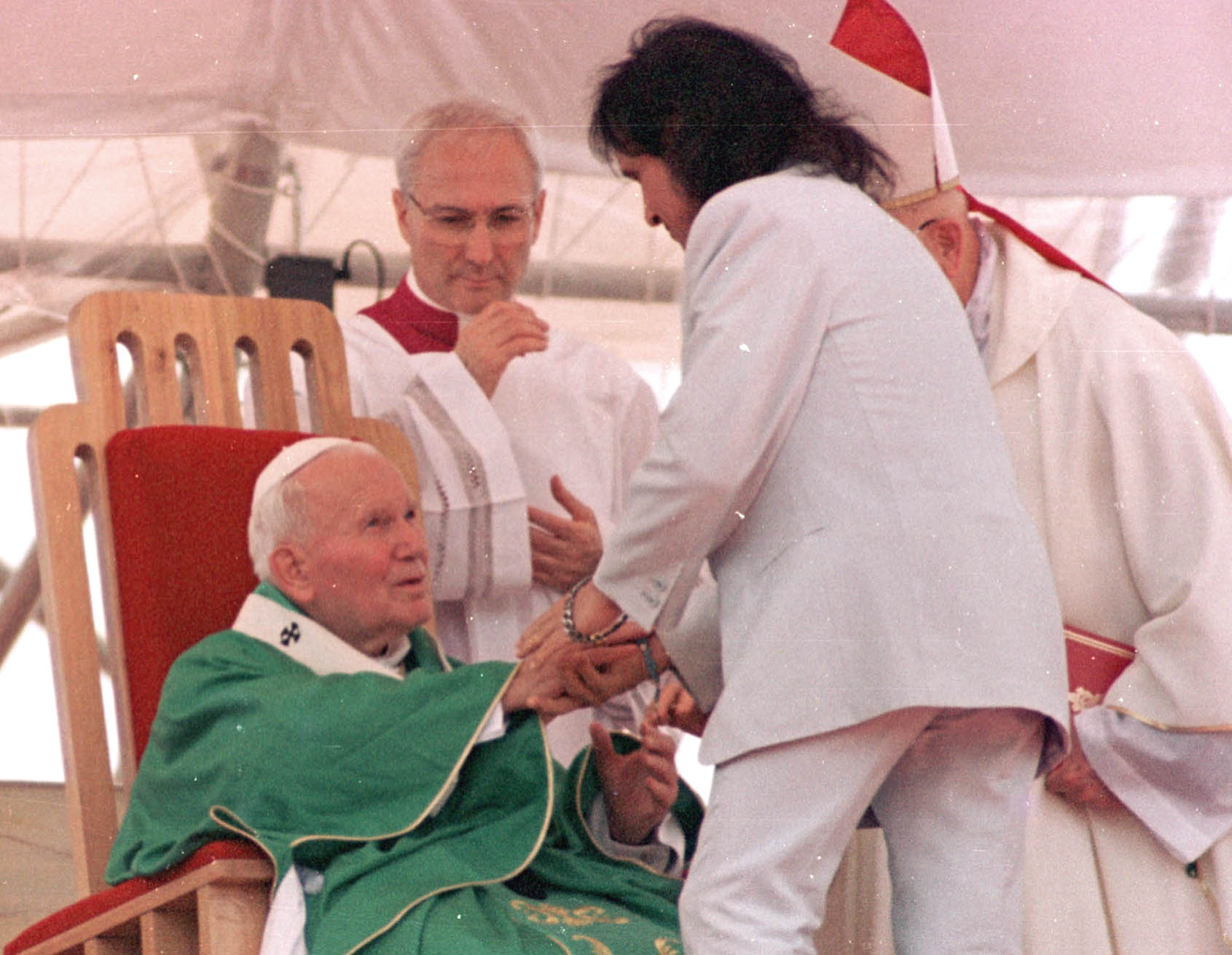
O cantor Roberto Carlos cumprimenta o Papa João Paulo II durante a sua visita ao Brasil, em 1997.

Durante a década de 1990, o sucesso de Roberto Carlos prosseguiu tanto em nível nacional quanto internacional. Em 1992, gravou seu nome na Calçada da Fama em Miami nos Estados Unidos, para artistas latinos. Em 1993, Roberto Carlos impediu uma série de reportagens sobre sua infância no jornal Notícias Populares. Em 1994, Roberto Carlos conseguiu bater os Beatles em vendagens na América Latina, vendendo mais de 70 milhões de discos. No mesmo ano, grandes artistas do rock nacional da época, como Cássia Eller, Kid Abelha, Skank, entre outros, gravam o disco REI em que eles interpretam grandes sucessos do cantor, e este é lançado no mesmo ano. Em 1995, liderados por Roberto Frejat, grandes nomes do pop-rock brasileiro como Cássia Eller, Chico Science & Nação Zumbi, Barão Vermelho e Skank homenagearam Roberto Carlos com a gravação de canções da época da Jovem Guarda. No ano seguinte, Roberto Carlos emplacou mais um sucesso em parceria com Erasmo Carlos: "Mulher de 40"; e gravou ao lado de Julio Iglesias, Gloria Estefan, Plácido Domingo, Ricky Martin, Jon Secada, entre outros, em espanhol a canção "Puedes Llegar", o tema das Olimpíadas de Atlanta nos Estados Unidos. Já em 1997, foi lançado o álbum em língua espanhola Canciones que Amo.
Em 1998, em decorrência da doença de sua esposa Maria Rita, Roberto Carlos teve de conciliar a gravação do disco anual e o apoio à esposa internada na capital paulista. Seu disco anual, que quase não foi lançado, tinha apenas quatro canções inéditas, entre elas "O Baile da Fazenda", uma parceria com Erasmo Carlos e que contou com a participação especial de Dominguinhos, o restante das músicas foram tiradas de um show realizado pelo cantor no Olympia em São Paulo. Em 1999, o agravamento do estado de saúde de Maria Rita, seguido de sua morte em dezembro daquele ano, fez com que o cantor deixasse de apresentar o tradicional especial de final de ano na Rede Globo e não gravasse o disco anual. A gravadora Sony acabou lançando Os 30 Grandes Sucessos Vol. 1 e 2, uma coletânea dupla com os maiores sucessos da carreira de Roberto e uma faixa inédita, a religiosa "Todas as Nossas Senhoras", escrita com Erasmo, e também o álbum Mensagens, reunindo as músicas religiosas gravadas pelo cantor ao longo de sua carreira. Ainda em 99, uma compilação com 20 sucessos em espanhol do cantor foi lançada em países latinos, ganhando disco de ouro no Uruguai.

### Década de 2000
Depois de um período de reclusão, Roberto Carlos retomou sua carreira com a turnê Amor Sem Limite, inaugurada em Recife, em novembro de 2000, título da canção - feita em homenagem a Maria Rita - de maior destaque no álbum lançado em dezembro daquele mesmo ano. Ainda naquele ano, o cantor rompeu o contrato com a gravadora Sony (ex-CBS), após 39 anos de parceria. Em 2001, Roberto recebeu inúmeras homenagens pelo 60º aniversário e gravou o álbum Acústico MTV, depois de meses de negociações entre a Rede Globo e a MTV Brasil. O álbum trouxe 14 releituras em versão acústica para antigos sucessos, alguns cantados com a participação de artistas como Samuel Rosa, do Skank (em "É Proibido Fumar"), Tony Bellotto, dos Titãs (em "É Preciso Saber Viver"), entre outros.
No ano seguinte, Roberto Carlos foi acusado pelo maestro Sebastião Braga de plagiar a melodia da sua composição "Loucuras de Amor" em "O Careta", de 1987. Também foi lançado o DVD Acústico MTV, que logo seria retirado de circulação devido a problemas contratuais. Em novembro de 2002, a Folha de S.Paulo publicou Roberto Carlos tinha o maior cachê do Brasil, cobrando R$ 250 mil por show. Em comemoração aos 90 anos do Bondinho do Pão de Açúcar, o cantor fez uma apresentação para 200 mil pessoas no Aterro do Flamengo, no Rio de Janeiro. Em dezembro de 2002, Roberto Carlos foi condecorado com a Ordem do Mérito Cultural pelo então presidente Fernando Henrique Cardoso na biblioteca do Palácio da Alvorada. No final de 2003, apresentou-se no Ginásio do Maracanãzinho, onde foram gravadas imagens para o tradicional especial natalino na Rede Globo, e também onde foi divulgado seu novo álbum, Pra Sempre, totalmente dedicado a Maria Rita. Com nove canções inéditas, o disco contou com "O Cadillac" (única faixa escrita com Erasmo), "Acróstico" (cujas primeiras letras dos versos formam a frase "Maria Rita Meu Amor") e  "Todo Mundo Me Pergunta", além da faixa título "Pra Sempre".

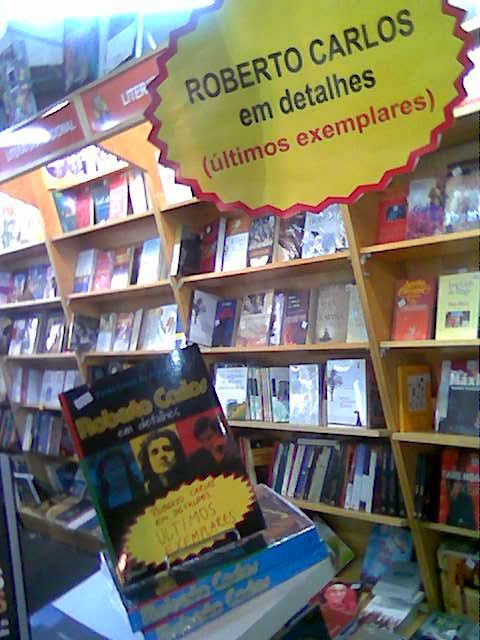
A polêmica biografia Roberto Carlos em Detalhes, à venda mesmo depois da apreensão judicial.

Em janeiro de 2004, Roberto fez um show no Ibirapuera, em São Paulo, como parte das comemorações dos 450 anos da cidade. Em outubro do mesmo ano, o cantor lotaria o Estádio do Pacaembu, também na capital paulista, na apresentação do show Pra Sempre e que seria lançado em DVD. Após iniciar tratamento terapêutico, ele também reconheceu publicamente sofrer de TOC (transtorno obsessivo-compulsivo), síndrome que o levou a um comportamento excessivamente supersticioso e o fez abandonar do repertório dos espetáculos canções famosas como "Café da Manhã", "Outra Vez" e "Quero que Vá Tudo pro Inferno". Em entrevista coletiva, admitiu que poderia voltar a cantá-las, demonstrando os resultados do tratamento. Desde fevereiro desse ano, Roberto produz o show Emoções em Alto Mar em seu cruzeiro MSC Preziosa. No final desse ano, comemorou o 30º aniversário do primeiro especial para a Rede Globo e foi lançado o primeiro volume de sua discografia, em uma caixa por década, que reúne seus discos em formato mini-LP e sonoridade remasterizada.
Em 2005, o Jornal do Brasil organizou uma votação sobre discos que emplacaram diversos sucessos ao mesmo tempo na música brasileira. Os primeiro e o segundo lugares ficaram com Roberto Carlos, com Roberto Carlos em Ritmo de Aventura, de 1967 (com sucessos como "Eu Sou Terrível", "Quando" e "Como É Grande O Meu Amor Por Você") e Roberto Carlos, de 1977 (com sucessos como "Amigo", "Outra Vez", "Cavalgada", "Falando Sério", "Pra Ser Só Minha Mulher" e "Jovens Tardes de Domingo"). Nesse mesmo ano, chegou a um acordo com o maestro Sebastião Braga, que o acusava de plagiar uma canção sua. Apesar do sucesso de vendas, os trabalhos recentes de Roberto Carlos continuam a desagradar à crítica, que o considera repetitivo. Ainda naquele ano, recebeu uma indicação e venceu o Grammy Latino na categoria Melhor Álbum de Música Romântica, pelo álbum Pra Sempre Ao Vivo no Pacaembu.
Em 2006, o GNR lança sua versão de "Quero que Vá Tudo pro Inferno", contando, inclusive, com um clipe em que aparece o vocalista Rui Reininho. Essa nova versão fez parte do disco ContinuAcção - O Melhor de GNR Vol. 3. Em dezembro, foi lançado Duetos, um CD com quatorze canções e DVD com dezesseis faixas, que apresentava momentos tirados dos especiais gravados para a Rede Globo desde a década de 1970. No mesmo período, a Editora Planeta lançou o livro "Roberto Carlos em Detalhes", de Paulo Cesar de Araújo, uma biografia não-autorizada sobre o cantor, resultado de uma pesquisa ao longo de 16 anos e reuniu depoimentos de cerca de 200 pessoas que participaram da trajetória de Roberto. Roberto Carlos repudiou a publicação, alegando haver nela inverdades, e anunciou sua intenção de retirar de circulação a obra. Ainda neste ano Roberto Carlos ganhou o Grammy Latino de Melhor Álbum de Música Romântica com Roberto Carlos (2005).

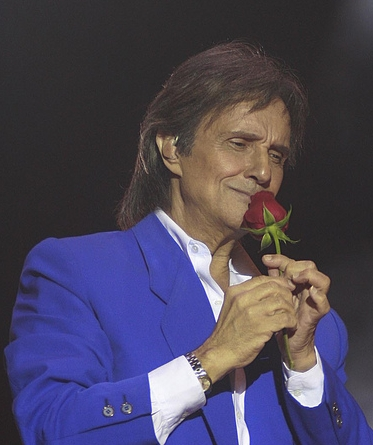
Roberto Carlos em 2009.

Em janeiro de 2007, o cantor fez uma viagem à Espanha, onde gravou o primeiro álbum em espanhol em uma década: "En Vivo". A Justiça deu ganho de causa a Roberto Carlos e o livro "Roberto Carlos em Detalhes" foi retirado das lojas ao final de fevereiro de 2007. Em 27 de abril de 2007, após longa audiência no Fórum Criminal da Barra Funda, em São Paulo, foi determinado o recolhimento de todos os exemplares do livro. Em junho, fez apresentações no Canecão. Além de participações especiais dos cantores Gilberto Gil e Zeca Pagodinho, dos jornalistas Nelson Motta e Leda Nagle e atores e atrizes consagrados, o repertório do show contou com a íntegra de "É Preciso Saber Viver", canção cujo verso "se o bem e o mal existem" o cantor se recusava a cantar fazia muito tempo, em função do TOC (transtorno obsessivo-compulsivo), de que falou descontraído e apontando melhoras.
Em 2008, Roberto e Caetano Veloso fizeram juntos um show em tributo a Antônio Carlos Jobim que foi registrado no CD e DVD Roberto Carlos e Caetano Veloso e a música de Tom Jobim. Nesse show participaram com eles Jaques Morelenbaum, Daniel Jobim e Wanderléa. Na ocasião em que completou 50 anos de carreira, em 2009, iniciou a turnê Roberto Carlos - 50 Anos de Música, cuja primeira apresentação foi em Cachoeiro de Itapemirim, sua cidade natal, no dia em que o Rei completou 68 anos. O show foi no Estádio Sumaré, em 19 de abril daquele ano. Em abril, aconteceu o show Elas Cantam Roberto Carlos, no Theatro Municipal de São Paulo, que contou com a participação de grandes cantoras nacionais como Adriana Calcanhoto, Alcione, Ana Carolina, Claudia Leitte, Daniela Mercury, Fafá de Belém, Fernanda Abreu, Ivete Sangalo, Luiza Possi, Marina Lima, Mart'nália, Nana Caymmi, Paula Toller, Rosemary, Sandy, Wanderléa, Zizi Possi, a apresentadora Hebe Camargo e a atriz Marília Pêra. O show foi exibido pela Rede Globo em 31 de maio de 2009, e lançado em CD e DVD, com o mesmo nome de Elas Cantam Roberto Carlos, em 15 de outubro de 2009. Roberto Carlos foi considerado pela Revista Época um dos 100 brasileiros mais influentes do ano de 2009.

### Década de 2010
Em 17 de março de 2010, gravou o CD e DVD Emoções Sertanejas ao lado de artistas da música sertaneja, como Paula Fernandes, Victor & Leo, Bruno & Marrone, César Menotti & Fabiano, Gian & Giovani, Tinoco, Sérgio Reis, Dominguinhos, Milionário & José Rico, Chitãozinho & Xororó, Almir Sater, Daniel, Leonardo, Nalva Aguiar, Roberta Miranda, Martinha, Elba Ramalho, entre outros. O especial foi exibido pela Rede Globo no dia 1º de abril do mesmo ano e lançado em CD e DVD meses depois. Pela primeira vez desde 1974 Roberto Carlos fez um show gratuito ao vivo na Praia de Copacabana no dia 25 de dezembro de 2010 para um público de 700 000 pessoas e transmitido ao vivo pela Rede Globo. O show contou com participações especiais do grupo de pagode Exaltasamba, dos sertanejos Bruno & Marrone e da cantora Paula Fernandes, do sambista Neguinho da Beija Flor e a bateria da escola de Nilópolis (que levou em seu desfile a vida do Rei Roberto Carlos para o sambódromo no carnaval de 2011), além de um coral de 200 crianças da comunidade da Rocinha.

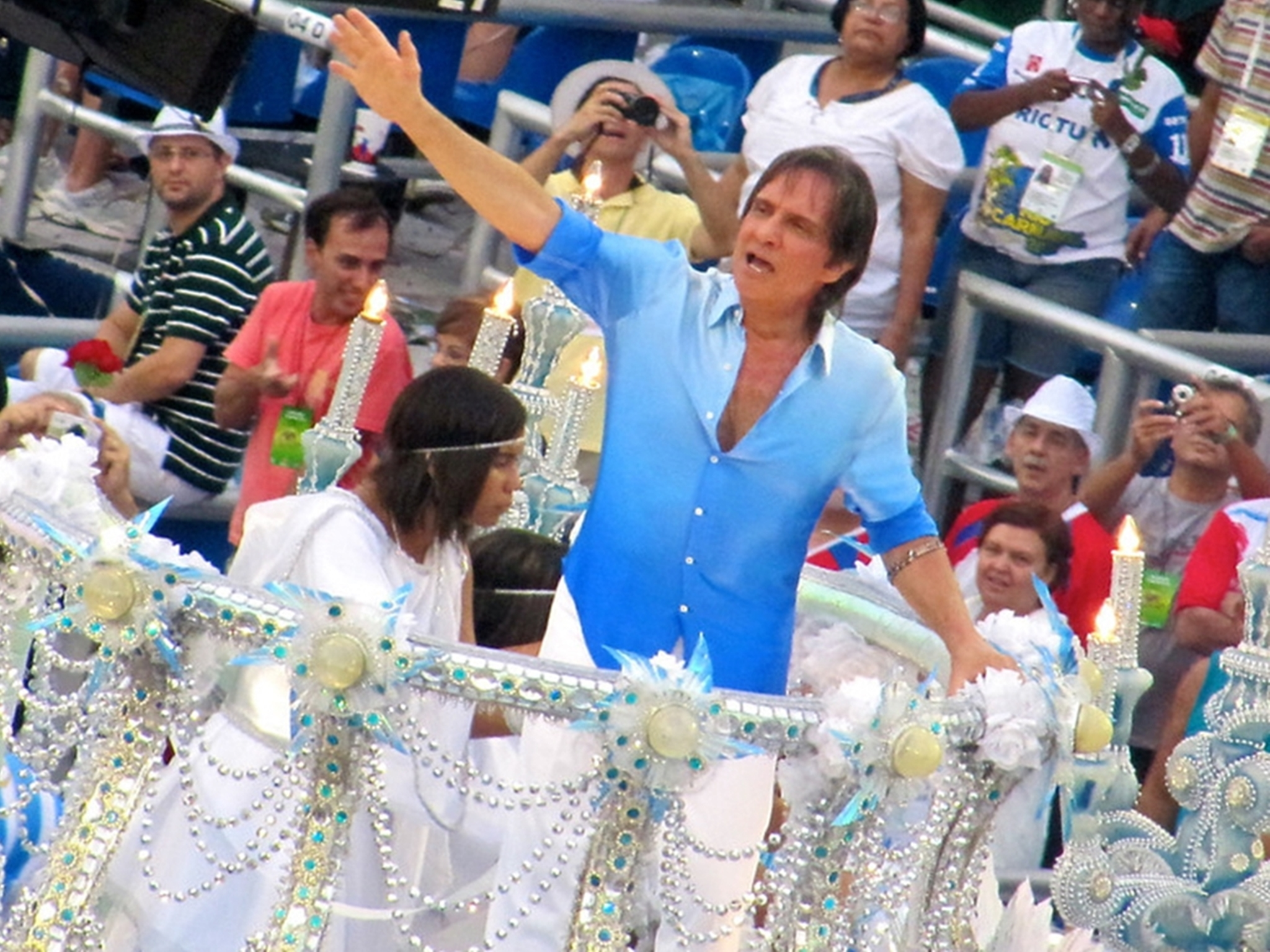
Roberto na última alegoria do desfile da Beija-Flor de 2011, em sua homenagem.

Em 2011, a Beija-Flor foi a grande campeã do Carnaval carioca, com o enredo "A simplicidade de um rei", sobre a vida de Roberto Carlos. Com um desfile tecnicamente perfeito, marca registrada da agremiação, a azul e branco contou com todo o carisma do Rei, que veio no último carro alegórico e levou a Marquês de Sapucaí ao delírio. Ao final do desfile, Roberto Carlos disse que chorou e sorriu na avenida. No segundo semestre o cantor realizou um show para mais de cinco mil pessoas na cidade de Jerusalém. O evento na cidade santa foi cantado em várias línguas e gravado CD e DVD com tecnologia 3D.
Em novembro de 2012, foi lançado o álbum Esse Cara Sou Eu. O álbum chegou à liderança do ranking de vendas do iTunes Brasil apenas com compras antecipadas, faltando ainda uma semana para o lançamento.
Em abril de 2013, Roberto Carlos tentou impedir a venda do livro Jovem Guarda: Moda, Música e Juventude, de Maíra Zimmermann, resultado de uma dissertação de mestrado em moda, cultura e arte nos anos 1960. O livro foi publicado com apoio da FAPESP pela Estação Letras e Cores. Em 4 de maio de 2013, Roberto Carlos entrou com um processo de indenização contra o presidente da Venezuela Nicolás Maduro pelo uso indevido da música Detalhes em sua campanha eleitoral. Em novembro de 2013, Roberto Carlos deixou o grupo Procure Saber, formado por cantores como Caetano Veloso, Chico Buarque, Djavan, Erasmo Carlos, Gilberto Gil, Milton Nascimento e Marisa Monte, que defendia a autorização prévia para biografias não autorizadas. Em dezembro do mesmo ano, Roberto Carlos lançou Remixed, um EP com 5 faixas remixadas de antigos sucessos, feitas pelo grupo de Junior Lima e outros DJs.
Em maio de 2014, a Companhia das Letras lançou o livro O Réu e o Rei de Paulo Cesar de Araújo, que conta os bastidores da proibição da biografia não autorizada Roberto Carlos em Detalhes. Em novembro de 2014, a Friboi rompeu um contrato de 45 milhões com Roberto Carlos, então garoto-propaganda das carnes Friboi e dos produtos Swift. O motivo para a polêmica se deu pelas dúvidas e piadas que surgiram nas redes sociais se o Rei tinha realmente voltado a comer carne depois de 30 anos. Nesse mesmo mês, Roberto Carlos lançou uma fotobiografia com quase 400 páginas que reúne mais de 4 mil fotos de toda a sua trajetória artística e pessoal. No segundo semestre, o cantor realizou um show para mais de 7 mil pessoas na cidade de Las Vegas. O evento na cidade dos cassinos foi cantado em várias línguas e ocorreu no hotel MGM Grand Las Vegas e gravado em CD e DVD também com tecnologia 3D. Em dezembro de 2014, foi lançado Duetos 2, CD e DVD com doze faixas, que apresenta momentos tirados dos especiais gravados para a Rede Globo nos últimos anos. Nesse período, Roberto Carlos processou um homônimo empresário paraibano por causa do nome de uma empresa. A Justiça de São Paulo julgou improcedente a ação.
Em março de 2015, o deputado federal Tiririca foi condenado a pagar uma indenização a Roberto e Erasmo Carlos por parodiar a música "O Portão"' nas eleições de 2014. Pouco tempo antes, em fevereiro de 2015, Roberto Carlos pediu a retirada de suas músicas dos sites de cifras na internet. Em outubro, o advogado Selmo Machado Pereira lançou o livro STF, Paulo Coelho e a biografia de Roberto Carlos pela Editora Saraiva. Nesse mesmo mês, Roberto Carlos lançou o CD e DVD Primera Fila, onde regravou seus grandes sucessos em português e espanhol com arranjos modernos. O registro ocorreu no lendário Abbey Road Studios, em comemoração aos 50 anos da primeira gravação do cantor em espanhol.

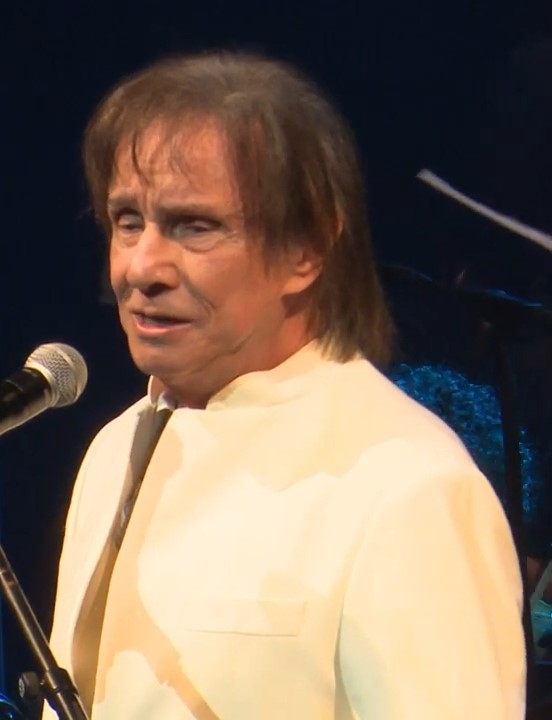
Roberto Carlos em 2023.

Em 19 de abril de 2016, Roberto Carlos em comemoração aos seus 75 anos, realiza no Estádio Sumaré, na sua cidade natal de Cachoeiro de Itapemirim, um show para 12 mil pessoas. Também em 2016, Roberto Carlos voltou a cantar a canção "Quero que Vá Tudo pro Inferno" depois de 30 anos no especial daquele fim de ano e afirmou que melhorou do TOC (transtorno obsessivo-compulsivo).
Em abril de 2017, Roberto Carlos lançou mais um EP com as canções "Sereia", "Chegaste" (em parceria com Jennifer Lopez), "Vou Chegar Mais Cedo em Casa", e "Sua Estupidez". O formato de Extended Play vem sendo mantido na carreira do cantor desde o grande sucesso de vendas alcançado com o EP Esse Cara Sou Eu em 2012.
Em setembro de 2018, Roberto Carlos lançou o CD Amor sín Limite, com dez canções inéditas em espanhol, quatro delas recém compostas e seis versões em espanhol de músicas anteriormente gravadas em português. Entre as canções do disco estão "Que Yo Te Vea", "Esa Mujer" (em parceria com Alejandro Sanz) e "Regreso". O álbum também ganhou uma versão em LP, a primeira que o cantor lançou depois de 22 anos.
Em 2022, retornou com suas habituais turnês pelo Brasil e exterior após um período de dois anos em hiato, decorrente das medidas sanitárias da pandemia de COVID-19.

## Vida pessoal
Ao longo dos anos, o cantor teve casos efêmeros com várias celebridades brasileiras.
Em 1968, casou-se em Santa Cruz de la Sierra (Bolívia), com Cleonice Rossi, filha do publicitário Edmundo Rossi que morreu de câncer de mama em 1990. Cleonice é mãe de seus dois filhos: Roberto Carlos Segundo, chamado de Segundinho ou Dudu Braga, nascido em Belo Horizonte, em 14 de dezembro de 1968 e morto em 8 de setembro de 2021, em São Paulo, e Luciana, nascida em 1971. Segundinho nasceu com glaucoma de difícil tratamento, com menos da metade da capacidade visual e sempre andou de bengala e acompanhado. Roberto Carlos ainda assumiu a paternidade de Ana Paula Rossi Braga, filha de um namoro prévio de Cleonice em que o pai do bebê não quis assumir. Roberto, então, por amor à esposa, se apegou à filha dela e a registrou como sua filha. Em 1979, o casamento com Cleonice se desfez, iniciando um romance com a atriz Myrian Rios, com quem teve um casamento que duraria onze anos, sem filhos.
Na década de 1990, o cantor descobriu que o seu breve relacionamento com a modelo e comerciante Maria Lucila Torres gerou um filho, Rafael Carlos Torres Braga, que ele assumiu como seu filho legítimo através de teste de paternidade. À época, Maria Lucila não quis revelar a Roberto que ele a tinha engravidado por vergonha, pois foi um caso passageiro que tiveram. Ela sempre falava ao filho que Roberto era seu pai e Rafael fez o teste para realizar o desejo da mãe. Após alguns meses de ter descoberto que Roberto era seu pai, Rafael perdeu a mãe: Maria Lucila morreu de câncer de mama.
Em 1996, o cantor casou-se com sua antiga namorada, a pedagoga Maria Rita Simões e não quiseram ter filhos. Eles se conheceram em 1977, quando a enteada de Roberto Carlos apresentou a amiga ao padrasto em um show no interior de São Paulo, já que Ana Paula e Maria Rita estudaram juntas, mas o pai de Maria Rita não aceitou a aproximação dos dois por Roberto ser bem mais velho. Eles se separaram e só voltaram a se reencontrar quatorze anos depois, em 1991, quando começaram a namorar. Em 1998, Maria Rita foi diagnosticada com câncer em todos os órgãos e morreu em dezembro de 1999, fato que abalou profundamente Roberto Carlos.
Em 17 de abril de 2010, morreu aos 96 anos Laura Moreira Braga, mãe de Roberto, vítima de infecção respiratória. A notícia da morte de sua mãe foi dada durante uma apresentação que Roberto Carlos fez no Radio City Music Hall, em Nova Iorque. Em 16 de abril de 2011, Ana Paula, sua filha adotiva, morreu aos 47 anos nos braços do marido, o guitarrista Paulo Coelho Soares, que toca na banda de Roberto. Ana Paula, filha de Nice com Antônio Carlos Martinelli, morreu repentinamente de parada cardíaca, no seu apartamento em Moema, SP. Em 8 de setembro de 2021, morre Dudu Braga (Roberto Carlos II), seu filho, devido a um câncer no peritônio.

## Características musicais

### Composição
Em suas composições, Roberto Carlos costuma descrever sentimentos e acontecimentos de sua vida; segundo Araújo, "Roberto tem, desde o início, uma obra marcadamente pessoal e autobiográfica. [...] Ele canta o que pensa, sente e vive". Dessa forma, rememora o acidente que sofreu na infância nas canções "Traumas" (1971)–chamada de "psicanalítica" por Tárik de Souza–e "O Divã" (1972), de mesma temática e na qual aborda de forma mais franca sua dor ("essas recordações me matam / por isso eu venho aqui"). Paga tributo ao seu primeiro ídolo em "A Lenda de Bob Nelson", gravada por Erasmo; em "Aquela Casa Simples" (1986) fala da sua partida de Cachoeiro para o Rio ("as bênçãos do meu pai, a fé e um violão"); para a tia que o acolheu no RJ, escreveu "Tia Amélia" (1976); para a mãe, fez "A Estação" (1974), mais contida, e "Lady Laura" (1978), mais direta; para o pai, fez "Meu Querido, Meu Velho, Meu Amigo" (1979). Conforme abraçou seu lado mais romântico, escreveu ao menos um grande êxito para cada mulher com quem se relacionou publicamente: para Magda Fonseca fez "Quero que Vá Tudo pro Inferno" (1965); para Nice fez "Como É Grande o Meu Amor por Você" (1967); para Myrian fez "Eu Preciso de Você" (1981); e para Maria Rita fez "Pra Sempre" (2003). No período entre os anos 70 e 80, procurou construir um repertório de standards aos moldes de Sinatra, momento em que surgem sucessos duradouros como "Emoções" (1981).
Notoriamente reconhecido como um homem que se esquivou de assuntos controversos e políticos, Roberto ocasionalmente se aventurou por temas variados. Nesse sentido, ainda durante a Jovem Guarda, ele e Erasmo compõem "Matando a Miséria a Pau", com forte teor de crítica à desigualdade social–mas ela foi gravada por Lafayette. Após visitar Caetano Veloso durante seu exílio em Londres por conta da ditadura militar brasileira, Roberto escreve "Debaixo dos Caracóis dos Seus Cabelos", que fala sobre o desejo do cantor baiano de retornar ao Brasil. Outra canção composta pelo Rei considerada crítica à ditadura vigente foi "É Preciso Dar um Jeito, Meu Amigo", gravada por Erasmo em 1971. Com versos como "Mas não vou ficar calado / No conforto, acomodado / Como tantos por aí", ela ganhou destaque ao ser utilizada no filme vencedor do Oscar Ainda Estou Aqui, de Walter Salles. Roberto também foi um dos primeiros artistas musicais brasileiros a defender questões ambientais em sua obra. A começar por "O Progresso" (1976), a maior parte de seus próximos álbuns conteve canções sobre essa temática, destacando-se "O Ano Passado" (1979), em que critica o desmatamento frente à lógica do capital; "As Baleias" (1981), na qual trata de forma contundente sobre a caça dos mamíferos marinhos; "Águia Dourada" (1987), que exalta a relação das comunidades indígenas com a natureza; e "Amazônia" (1989), um manifesto pela preservação da floresta tropical brasileira. Por essa última, ele e Erasmo receberam o Prêmio United Earth Amazônia por ajudar a contribuir com a conservação da floresta.

## Legado

### Imagem pública

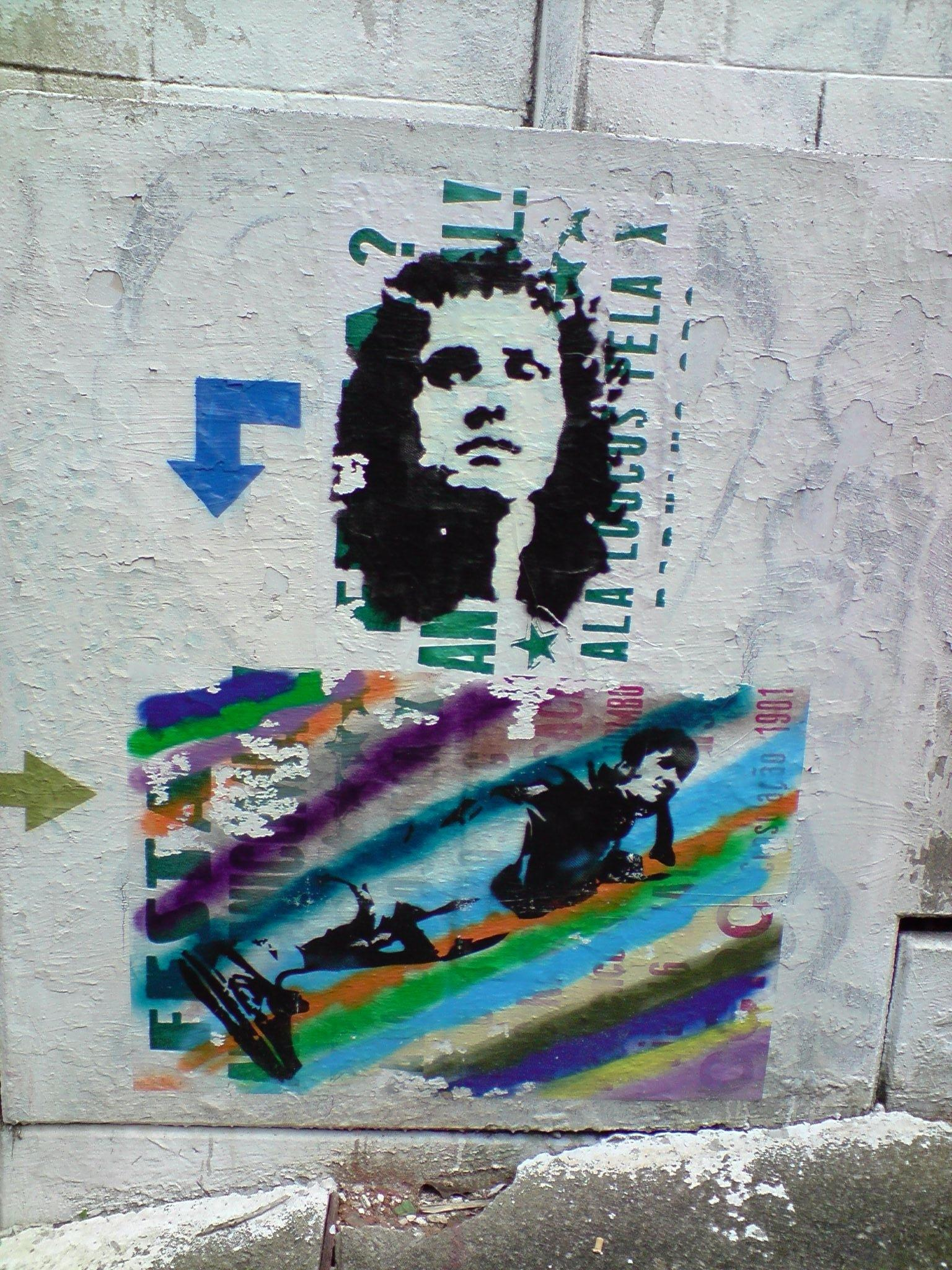
Grafite em estêncil representando a capa do álbum Roberto Carlos, de 1972.

Roberto Carlos era indiscutivelmente considerado pela mídia o líder da Jovem Guarda, tanto do programa quanto do movimento. Desde esse período, é amplamente conhecido pela alcunha de "rei". Antes de atingir a fama esse apelido já não lhe era incomum: foi o compositor Pilombeta, que o conhecera perambulando rádios no começo dos anos 1960, quem primeiro lhe apresentou dessa forma. Porém foi após a explosão da Jovem Guarda que o comunicador Chacrinha promoveu uma edição especial de seu programa Buzina do Chacrinha, em 1966, no qual concedeu ao cantor uma coroa e o título de "Rei da Juventude", pelo qual passou a ser chamado a partir de então com diferentes variações: primeiro "Rei da Juventude", depois "Rei da Música Brasileira", e por último apenas "Rei". Sobre o epíteto, o cantor comentou posteriormente: "Sempre recebi esse título com carinho e humildade, porque me foi ofertado naturalmente por pessoas que curtem meu trabalho. Agradeço, mas não me vejo dessa forma". Apesar disso, não escapou de, ainda nos anos 60, ter seu trono disputado por outros artistas; naquela década, vários cantores foram apontados como imitadores dele. Já em 1965, lançou a canção "O Sósia", na qual trata de maneira irônica sobre um homem que o imitava mas que não podia cantar tão bem quanto. Um caso popular foi o de Ronnie Von, que despontou nas paradas em 1966, ganhou um programa próprio na Record e logo começou a ser chamado de "Príncipe"; a mídia alimentou a rivalidade, e uma lenda da época afirmava que Roberto gravara "Querem Acabar Comigo" com uma foto de Ronnie à sua frente, o que ele nega. Mas foi o capixaba Paulo Sérgio o maior dos cantores considerados "imitadores" do rei; assim que surgiu, o próprio Roberto comentou: "Eu até me confundi com ele, ouvindo-o no rádio". Acredita-se que o álbum O Inimitável recebeu esse título em referência ao caso.

### Reconhecimento
Ao longo de sua carreira, Roberto Carlos foi indicado e venceu diversos prêmios. Ele ganhou dois Melhores do Ano, dois Troféu Internet, um Prêmio da Música Brasileira, um Prêmio Multishow de Música Brasileira, oito Grammy Latino, um Grammy Award e 27 Troféu Imprensa.[carece de fontes?]

## Discografia
Apenas os álbuns em português do cantor
- Louco por Você (1961)
- Roberto Carlos (1963)
- É Proibido Fumar (1964)
- Roberto Carlos Canta para a Juventude (1965)
- Jovem Guarda (1965)
- Roberto Carlos (1966)
- Roberto Carlos em Ritmo de Aventura (1967)
- O Inimitável (1968)
- Roberto Carlos (1969)
- Roberto Carlos (1970)
- Roberto Carlos (1971)
- Roberto Carlos (1972)
- Roberto Carlos (1973)
- Roberto Carlos (1974)
- Roberto Carlos (1975)
- Roberto Carlos (1976)
- Roberto Carlos (1977)
- Roberto Carlos (1978)
- Roberto Carlos (1979)
- Roberto Carlos (1980)
- Roberto Carlos (1981)
- Roberto Carlos (1982)
- Roberto Carlos (1983)
- Roberto Carlos (1984)
- Roberto Carlos (1985)
- Roberto Carlos (1986)
- Roberto Carlos (1987)
- Roberto Carlos (1988)
- Roberto Carlos (1989)
- Roberto Carlos (1990)
- Roberto Carlos (1991)
- Roberto Carlos (1992)
- Roberto Carlos (1993)
- Roberto Carlos (1994)
- Roberto Carlos (1995)
- Roberto Carlos (1996)
- Roberto Carlos (1998)
- Amor sem Limite (2000)
- Pra Sempre (2003)
- Roberto Carlos (2005)

## Filmografia
Principais filmes:
- Roberto Carlos em Ritmo de Aventura (1968)
- Roberto Carlos e o Diamante Cor-de-rosa (1970)
- Roberto Carlos a 300 Quilômetros Por Hora (1971)